# Dagenham & Redbridge
Dagenham & Redbridge (offiziell: Dagenham & Redbridge Football Club) – auch bekannt als The Daggers oder Dag & Red – ist ein englischer Fußballverein in Dagenham, Greater London, der seit der Saison 2025 in der National League South, der sechsthöchsten Spielklasse in England, spielt.

## Geschichte
Der Verein entstand aus den vier bekannten Amateurmannschaften FC Ilford (gegründet 1881), FC Leytonstone (1886), Walthamstow Avenue (1900) und FC Dagenham (1949). Alle diese Mannschaften hatten einigen Erfolg, vor allem Leytonstone, das drei Mal den FA Amateur Cup sowie neun Mal den Isthmian-League-Titel gewann.
1979 schlossen sich Ilford und Leytonstone zum Leytonstone/Ilford FC zusammen und übernahmen im Jahre 1988 den kriselnden Walthamstow Avenue FC. Der Name dieses neuen Vereins lautete Redbridge Forest. Redbridge zog bald nach der Gründung an die Victoria Road in Dagenham und stieg 1991 in die Football Conference auf. Schließlich schlossen sich 1992 Redbridge und Dagenham zum neuen Dagenham & Redbridge F.C. zusammen.
Nach dem Abstieg in die Isthmian League 1996 begann im Jahr 2000 ein rasanter Aufstieg, der nach der Saison 2006/07 mit dem erstmaligen Aufstieg in die Profiliga seinen bisherigen Höhepunkt fand.
Nur drei Jahre später ging es noch eine Stufe weiter nach oben. Nach dem 3:2 im Play-off-Finale am 30. Mai 2010 gegen Rotherham United stiegen die Daggers erstmals in die League One auf. Dort schafften sie allerdings nicht den Klassenerhalt und stiegen nach nur einem Jahr wieder in die League Two ab.

## Ligazugehörigkeit
- 1992–1996: Football Conference
- 1996–2000: Isthmian League
- 2000–2004: Football Conference
- 2004–2007: Conference National
- 2007–2010: Football League Two
- 2010–2011: Football League One
- 2011–2016: Football League Two
- 2016–2025: National League
- seit 2025: National League South